# Llista de topònims del Pont de Bar
Llista de topònims (noms propis de lloc) del municipi del Pont de Bar, a l'Alt Urgell
Informació actualitzada per un bot. Els canvis manuals es perdran quan s'actualitzi!

## borda
| imatge | Nom                         | Ubicat a       | instància de | Detalls | coordenades                                                         | Protecció | Commons (més fotos) | Dades a WD                    |
| ------ | --------------------------- | -------------- | ------------ | ------- | ------------------------------------------------------------------- | --------- | ------------------- | ----------------------------- |
|        | Barraca de l'Orri d'Aristot | el Pont de Bar | borda        |         | 42° 24′ 31″ N, 1° 37′ 01″ E / 42.4085671480295°N,1.61697807881651°E |           |                     | Modifica les dades a Wikidata |
|        | Barraca del Bolet           | el Pont de Bar | borda        |         | 42° 24′ 47″ N, 1° 35′ 37″ E / 42.413082219618°N,1.59355665431019°E  |           |                     | Modifica les dades a Wikidata |
|        | borda de l'Agustí           | el Pont de Bar | borda        |         | 42° 22′ 31″ N, 1° 35′ 06″ E / 42.3752980073107°N,1.58510851345385°E |           |                     | Modifica les dades a Wikidata |
|        | borda de la Casota          | el Pont de Bar | borda        |         | 42° 23′ 04″ N, 1° 37′ 54″ E / 42.3844547048085°N,1.63165972253078°E |           |                     | Modifica les dades a Wikidata |
|        | borda del Cotè              | el Pont de Bar | borda        |         | 42° 22′ 19″ N, 1° 36′ 06″ E / 42.3718523551593°N,1.60154565611221°E |           |                     | Modifica les dades a Wikidata |
|        | borda del Manyà             | el Pont de Bar | borda        |         | 42° 22′ 20″ N, 1° 36′ 35″ E / 42.3721152889875°N,1.60983513595761°E |           |                     | Modifica les dades a Wikidata |
|        | borda del Miquel            | el Pont de Bar | borda        |         | 42° 23′ 20″ N, 1° 34′ 12″ E / 42.388933286414°N,1.56990804101046°E  |           |                     | Modifica les dades a Wikidata |
|        | borda del Perotet           | el Pont de Bar | borda        |         | 42° 22′ 20″ N, 1° 36′ 30″ E / 42.3721885281412°N,1.60844894219201°E |           |                     | Modifica les dades a Wikidata |
|        | bordes de Carcolze          | el Pont de Bar | borda        |         | 42° 23′ 42″ N, 1° 35′ 12″ E / 42.3950747977471°N,1.5865717895191°E  |           |                     | Modifica les dades a Wikidata |
|        | cortal de Casanet           | el Pont de Bar | borda        |         | 42° 23′ 22″ N, 1° 37′ 56″ E / 42.3895765120826°N,1.63220449830121°E |           |                     | Modifica les dades a Wikidata |
|        | cortal de la Vinyota        | el Pont de Bar | borda        |         | 42° 21′ 27″ N, 1° 38′ 31″ E / 42.3573711312239°N,1.64201019985277°E |           |                     | Modifica les dades a Wikidata |
|        | cortal del Jordi            | el Pont de Bar | borda        |         | 42° 22′ 35″ N, 1° 34′ 41″ E / 42.3764359119144°N,1.57808673650788°E |           |                     | Modifica les dades a Wikidata |
|        | cortals de Font Amargosa    | el Pont de Bar | borda        |         | 42° 23′ 31″ N, 1° 37′ 31″ E / 42.3920164079605°N,1.62537222675782°E |           |                     | Modifica les dades a Wikidata |
|        | cortals de Sorri            | el Pont de Bar | borda        |         | 42° 23′ 04″ N, 1° 34′ 17″ E / 42.3845372932094°N,1.57125905802394°E |           |                     | Modifica les dades a Wikidata |

## castell
| imatge | Nom                 | Ubicat a       | instància de | Detalls                                   | coordenades                                                                                          | Protecció                                            | Commons (més fotos) | Dades a WD                    |
| ------ | ------------------- | -------------- | ------------ | ----------------------------------------- | --- | ---------------------------------------------------- | ------------------- | ----------------------------- |
|        | Castell d'Aristot   | el Pont de Bar | castell      | Estil: arquitectura popular               | 42° 22′ 46″ N, 1° 37′ 24″ E / 42.3795°N,1.62328°E ca:Al nucli d'Aristot 1252 msnm                    | bé d'interès cultural bé cultural d'interès nacional | Castell d'Aristot   | Modifica les dades a Wikidata |
|        | Castell de Bar      | el Pont de Bar | castell      | Estil: arquitectura romànica 12nd century | 42° 21′ 30″ N, 1° 38′ 23″ E / 42.3583°N,1.63976°E ca:Al Turó del Castell, el Pont de Bar 1200 msnm   | bé d'interès cultural bé cultural d'interès nacional | Castell de Bar      | Modifica les dades a Wikidata |
|        | Castell de Carcolze | el Pont de Bar | castell      | Estil: arquitectura popular               | 42° 23′ 15″ N, 1° 34′ 56″ E / 42.387601°N,1.582263°E ca:Al nucli de Castellnou de Carcolze 1342 msnm | bé d'interès cultural bé cultural d'interès nacional | Castell de Carcolze | Modifica les dades a Wikidata |
|        | Castell de Toloriu  | el Pont de Bar | castell      | Estil: arquitectura popular               | 42° 21′ 47″ N, 1° 37′ 43″ E / 42.363026°N,1.628513°E ca:Al nord del nucli de Toloriu 1229 msnm       | bé d'interès cultural bé cultural d'interès nacional | Castell de Toloriu  | Modifica les dades a Wikidata |

## cova
| imatge | Nom             | Ubicat a       | instància de | Detalls | coordenades                                                         | Protecció | Commons (més fotos) | Dades a WD                    |
| ------ | --------------- | -------------- | ------------ | ------- | ------------------------------------------------------------------- | --------- | ------------------- | ----------------------------- |
|        | cova de Redien  | el Pont de Bar | cova         |         | 42° 20′ 55″ N, 1° 38′ 00″ E / 42.3485333867994°N,1.63342262011677°E |           |                     | Modifica les dades a Wikidata |
|        | cova de Santufa | el Pont de Bar | cova         |         | 42° 24′ 22″ N, 1° 36′ 55″ E / 42.4059883279982°N,1.6152240951511°E  |           |                     | Modifica les dades a Wikidata |
|        | cova de la Tuta | el Pont de Bar | cova         |         | 42° 24′ 17″ N, 1° 37′ 01″ E / 42.4045943039395°N,1.61687093236467°E |           |                     | Modifica les dades a Wikidata |
|        | la Foranca      | el Pont de Bar | cova         |         | 42° 23′ 25″ N, 1° 37′ 55″ E / 42.390239725858°N,1.6319349691275°E   |           |                     | Modifica les dades a Wikidata |

## edifici
| imatge | Nom                                 | Ubicat a       | instància de | Detalls                       | coordenades                                                         | Protecció                                  | Commons (més fotos) | Dades a WD                    |
| ------ | ----------------------------------- | -------------- | ------------ | ----------------------------- | ------------------------------------------------------------------- | ------------------------------------------ | ------------------- | ----------------------------- |
|        | Antiga rectoria de Bar              | el Pont de Bar | edifici      | Estil: arquitectura popular   | 42° 21′ 30″ N, 1° 38′ 21″ E / 42.358358°N,1.639036°E                | bé cultural d'interès local                |                     | Modifica les dades a Wikidata |
|        | Casa Nova dels Banys de Sant Vicenç | el Pont de Bar | edifici      | Estil: arquitectura eclèctica | 42° 22′ 07″ N, 1° 35′ 37″ E / 42.36848°N,1.59359°E                  | bé cultural d'interès local                |                     | Modifica les dades a Wikidata |
|        | Fita del pla de les Forques         | el Pont de Bar | edifici      | Estil: arquitectura popular   |                                                                     | bé integrant del patrimoni cultural català |                     | Modifica les dades a Wikidata |
|        | Molí del Besoli                     | el Pont de Bar | edifici      | Estil: arquitectura popular   |                                                                     | bé integrant del patrimoni cultural català |                     | Modifica les dades a Wikidata |
|        | l'Ajuntament                        | el Pont de Bar | edifici      |                               | 42° 23′ 14″ N, 1° 34′ 55″ E / 42.3871903249978°N,1.58184079826143°E |                                            |                     | Modifica les dades a Wikidata |

## entitat singular de població
| imatge | Nom                      | Ubicat a       | instància de                                   | Detalls                             | coordenades                                                        | Protecció                                  | Commons (més fotos)      | Dades a WD                    |
| ------ | ------------------------ | -------------- | ---------------------------------------------- | ----------------------------------- | ------------------------------------------------------------------ | ------------------------------------------ | ------------------------ | ----------------------------- |
|        | Ardaix                   | el Pont de Bar | entitat singular de població                   | 13 hab                              | 42° 22′ 26″ N, 1° 38′ 27″ E / 42.374°N,1.64081°E 910 msnm          |                                            |                          | Modifica les dades a Wikidata |
|        | Aristot                  | el Pont de Bar | entitat singular de població                   | 33 hab                              | 42° 22′ 47″ N, 1° 37′ 24″ E / 42.379678°N,1.623293°E 1223 msnm     |                                            | Aristot                  | Modifica les dades a Wikidata |
|        | Bar                      | el Pont de Bar | entitat singular de població                   | 37 hab                              | 42° 21′ 30″ N, 1° 38′ 23″ E / 42.3583°N,1.63978°E 1191 msnm        |                                            | Bar, Alt Urgell          | Modifica les dades a Wikidata |
|        | Castellnou de Carcolze   | el Pont de Bar | entitat singular de població                   | 21 hab                              | 42° 23′ 15″ N, 1° 34′ 54″ E / 42.3876°N,1.58161°E 1313 msnm        |                                            | Castellnou de Carcolze   | Modifica les dades a Wikidata |
|        | Toloriu                  | el Pont de Bar | entitat singular de població                   | 19 hab                              | 42° 21′ 45″ N, 1° 37′ 42″ E / 42.362532°N,1.62827°E 1233 msnm      |                                            | Toloriu                  | Modifica les dades a Wikidata |
|        | el Pont de Bar           | el Pont de Bar | entitat singular de població capital municipal | 30 hab                              | 42° 22′ 19″ N, 1° 36′ 19″ E / 42.37205986°N,1.60527058°E 860 msnm  | bé integrant del patrimoni cultural català |                          | Modifica les dades a Wikidata |
|        | els Arenys               | el Pont de Bar | entitat singular de població                   | 6 hab                               | 42° 21′ 48″ N, 1° 38′ 57″ E / 42.36326111°N,1.64913056°E 1134 msnm |                                            |                          | Modifica les dades a Wikidata |
|        | els Banys de Sant Vicenç | el Pont de Bar | entitat singular de població edifici           | Estil: arquitectura eclèctica 6 hab | 42° 22′ 06″ N, 1° 35′ 40″ E / 42.3683°N,1.59444°E 818 msnm         | bé integrant del patrimoni cultural català | Els Banys de Sant Vicenç | Modifica les dades a Wikidata |

## església
| imatge | Nom                                   | Ubicat a       | instància de     | Detalls                      | coordenades                                                                  | Protecció                                  | Commons (més fotos)                | Dades a WD                    |
| ------ | ------------------------------------- | -------------- | ---------------- | ---------------------------- | ---------------------------------------------------------------------------- | ------------------------------------------ | ---------------------------------- | ----------------------------- |
|        | Mare de Déu del Roser de Toloriu      | el Pont de Bar | església         | Estil: arquitectura popular  | 42° 21′ 48″ N, 1° 37′ 45″ E / 42.363353°N,1.629223°E                         | bé cultural d'interès local                |                                    | Modifica les dades a Wikidata |
|        | Sant Andreu d'Aristot                 | el Pont de Bar | església         | Estil: arquitectura romànica | 42° 22′ 44″ N, 1° 37′ 26″ E / 42.378839°N,1.623949°E                         | bé cultural d'interès local                | Sant Andreu d'Aristot              | Modifica les dades a Wikidata |
|        | Sant Ermengol del Pont de Bar         | el Pont de Bar | església         | Estil: arquitectura popular  | 42° 22′ 21″ N, 1° 36′ 20″ E / 42.372379°N,1.605465°E                         | bé cultural d'interès local                | Sant Ermengol del Pont de Bar vell | Modifica les dades a Wikidata |
|        | Sant Esteve de Bar                    | el Pont de Bar | església         | Estil: arquitectura popular  | 42° 21′ 31″ N, 1° 38′ 20″ E / 42.3585°N,1.63898°E                            | bé cultural d'interès local                | Sant Esteve de Bar                 | Modifica les dades a Wikidata |
|        | Sant Girvès de Castellnou de Carcolze | el Pont de Bar | església         | Estil: arquitectura gòtica   | 42° 23′ 14″ N, 1° 34′ 56″ E / 42.387272°N,1.582342°E                         | bé cultural d'interès local                |                                    | Modifica les dades a Wikidata |
|        | Sant Jaume de Toloriu                 | el Pont de Bar | església         | Estil: arquitectura popular  | 42° 21′ 45″ N, 1° 37′ 46″ E / 42.362432°N,1.629347°E                         | bé cultural d'interès local                | Sant Jaume de Toloriu              | Modifica les dades a Wikidata |
|        | Sant Joan de Sobeig                   | el Pont de Bar | església capella |                              | 42° 22′ 36″ N, 1° 38′ 49″ E / 42.376783858717°N,1.6469699893094°E 1177 msnm  |                                            |                                    | Modifica les dades a Wikidata |
|        | Santa Llogaia                         | el Pont de Bar | església capella |                              | 42° 23′ 37″ N, 1° 38′ 44″ E / 42.393644°N,1.645633°E 1628 msnm               |                                            |                                    | Modifica les dades a Wikidata |
|        | Santa Teresa de Toloriu               | el Pont de Bar | església capella |                              | 42° 21′ 48″ N, 1° 37′ 46″ E / 42.363399325729°N,1.62942088364092°E 1239 msnm |                                            |                                    | Modifica les dades a Wikidata |
|        | capella de Sant Vicenç                | el Pont de Bar | església         | Estil: arquitectura popular  | 42° 22′ 07″ N, 1° 35′ 40″ E / 42.368501°N,1.594314°E                         | bé integrant del patrimoni cultural català | Sant Vicenç del Pont de Bar        | Modifica les dades a Wikidata |

## font
| imatge | Nom              | Ubicat a       | instància de | Detalls | coordenades                                                         | Protecció | Commons (més fotos) | Dades a WD                    |
| ------ | ---------------- | -------------- | ------------ | ------- | ------------------------------------------------------------------- | --------- | ------------------- | ----------------------------- |
|        | font Amargosa    | el Pont de Bar | font         |         | 42° 23′ 34″ N, 1° 37′ 35″ E / 42.392884112853°N,1.62638598939813°E  |           |                     | Modifica les dades a Wikidata |
|        | font d'Aristot   | el Pont de Bar | font         |         | 42° 24′ 49″ N, 1° 36′ 16″ E / 42.4137457459957°N,1.604370540713°E   |           |                     | Modifica les dades a Wikidata |
|        | font de Bonabre  | el Pont de Bar | font         |         | 42° 21′ 37″ N, 1° 37′ 20″ E / 42.3603054207687°N,1.62225082471842°E |           |                     | Modifica les dades a Wikidata |
|        | font de la Tosca | el Pont de Bar | font         |         | 42° 23′ 25″ N, 1° 34′ 30″ E / 42.390320917435°N,1.5750012627158°E   |           |                     | Modifica les dades a Wikidata |

## masia
| imatge | Nom                                 | Ubicat a       | instància de | Detalls | coordenades                                                                   | Protecció | Commons (més fotos) | Dades a WD                    |
| ------ | ----------------------------------- | -------------- | ------------ | ------- | ----------------------------------------------------------------------------- | --------- | ------------------- | ----------------------------- |
|        | Borda d'en Miquel                   | el Pont de Bar | masia        |         | 42° 22′ 09″ N, 1° 35′ 41″ E / 42.3691466903676°N,1.59459811719974°E           |           |                     | Modifica les dades a Wikidata |
|        | Ca l'Espardenyer                    | el Pont de Bar | masia        |         | 42° 22′ 17″ N, 1° 37′ 02″ E / 42.3714745683009°N,1.61717287691777°E           |           |                     | Modifica les dades a Wikidata |
|        | Ca l'Isidre                         | el Pont de Bar | masia        |         | 42° 21′ 42″ N, 1° 37′ 42″ E / 42.3615952843471°N,1.62842791189998°E           |           |                     | Modifica les dades a Wikidata |
|        | Cal Bailó                           | el Pont de Bar | masia        |         | 42° 22′ 47″ N, 1° 37′ 22″ E / 42.379663959967°N,1.62266575474266°E            |           |                     | Modifica les dades a Wikidata |
|        | Cal Bernatxo                        | el Pont de Bar | masia        |         | 42° 21′ 41″ N, 1° 37′ 42″ E / 42.3614134709685°N,1.62828614668968°E           |           |                     | Modifica les dades a Wikidata |
|        | Cal Bertomet                        | el Pont de Bar | masia        |         | 42° 20′ 19″ N, 1° 37′ 43″ E / 42.3385794998094°N,1.62869765278637°E           |           |                     | Modifica les dades a Wikidata |
|        | Cal Canals                          | el Pont de Bar | masia        |         | 42° 22′ 45″ N, 1° 37′ 21″ E / 42.3790509949296°N,1.6226184194829°E            |           |                     | Modifica les dades a Wikidata |
|        | Cal Castellà                        | el Pont de Bar | masia        |         | 42° 22′ 48″ N, 1° 37′ 25″ E / 42.3799095732494°N,1.62361999253059°E           |           |                     | Modifica les dades a Wikidata |
|        | Cal Costa                           | el Pont de Bar | masia        |         | 42° 23′ 12″ N, 1° 34′ 58″ E / 42.3866978566423°N,1.58279944539588°E           |           |                     | Modifica les dades a Wikidata |
|        | Cal Felip                           | el Pont de Bar | masia        |         | 42° 20′ 13″ N, 1° 37′ 35″ E / 42.3370208575007°N,1.62638876213417°E           |           |                     | Modifica les dades a Wikidata |
|        | Cal Gavatx                          | el Pont de Bar | masia        |         | 42° 23′ 13″ N, 1° 34′ 55″ E / 42.3868927655234°N,1.58181105242438°E           |           |                     | Modifica les dades a Wikidata |
|        | Cal Gendre                          | el Pont de Bar | masia        |         | 42° 21′ 28″ N, 1° 38′ 25″ E / 42.3576822459986°N,1.64014567550118°E           |           |                     | Modifica les dades a Wikidata |
|        | Cal Ginet                           | el Pont de Bar | masia        |         | 42° 22′ 43″ N, 1° 37′ 24″ E / 42.3786198902858°N,1.62346596324501°E           |           |                     | Modifica les dades a Wikidata |
|        | Cal Grit                            | el Pont de Bar | masia        |         | 42° 21′ 32″ N, 1° 38′ 20″ E / 42.3589727785599°N,1.63885498395713°E           |           |                     | Modifica les dades a Wikidata |
|        | Cal Jeperró                         | el Pont de Bar | masia        |         | 42° 21′ 45″ N, 1° 37′ 38″ E / 42.3625905991588°N,1.62731333723619°E           |           |                     | Modifica les dades a Wikidata |
|        | Cal Jepetó                          | el Pont de Bar | masia        |         | 42° 22′ 44″ N, 1° 37′ 22″ E / 42.37879106178°N,1.62272127499051°E             |           |                     | Modifica les dades a Wikidata |
|        | Cal Joan                            | el Pont de Bar | masia        |         | 42° 21′ 28″ N, 1° 38′ 27″ E / 42.3578869471642°N,1.64069982457655°E           |           |                     | Modifica les dades a Wikidata |
|        | Cal Jordi de Dalt                   | el Pont de Bar | masia        |         | 42° 23′ 16″ N, 1° 34′ 55″ E / 42.3879024866966°N,1.58189765572875°E           |           |                     | Modifica les dades a Wikidata |
|        | Cal Miquel                          | el Pont de Bar | masia        |         | 42° 21′ 32″ N, 1° 38′ 23″ E / 42.3588565274505°N,1.63968320845791°E           |           |                     | Modifica les dades a Wikidata |
|        | Cal Palau                           | el Pont de Bar | masia        |         | 42° 21′ 30″ N, 1° 38′ 19″ E / 42.3583213511309°N,1.63860190466855°E           |           |                     | Modifica les dades a Wikidata |
|        | Cal Perutxo                         | el Pont de Bar | masia        |         | 42° 23′ 15″ N, 1° 34′ 57″ E / 42.3874695873079°N,1.5825755610421°E            |           |                     | Modifica les dades a Wikidata |
|        | Cal Romà                            | el Pont de Bar | masia        |         | 42° 21′ 45″ N, 1° 39′ 08″ E / 42.362435484501°N,1.6521353340292°E             |           |                     | Modifica les dades a Wikidata |
|        | Cal Sança                           | el Pont de Bar | masia        |         | 42° 21′ 45″ N, 1° 37′ 38″ E / 42.3623994901596°N,1.6271474883965°E            |           |                     | Modifica les dades a Wikidata |
|        | Cal Teixidor                        | el Pont de Bar | masia        |         | 42° 21′ 43″ N, 1° 37′ 37″ E / 42.3619573005719°N,1.62707211251229°E           |           |                     | Modifica les dades a Wikidata |
|        | Cal Terrissa                        | el Pont de Bar | masia        |         | 42° 23′ 16″ N, 1° 34′ 53″ E / 42.3877249620052°N,1.581379270749°E             |           |                     | Modifica les dades a Wikidata |
|        | Cal Torriella                       | el Pont de Bar | masia        |         | 42° 22′ 46″ N, 1° 37′ 25″ E / 42.3794501048658°N,1.62360573533266°E           |           |                     | Modifica les dades a Wikidata |
|        | Cal Trillà                          | el Pont de Bar | masia        |         | 42° 21′ 54″ N, 1° 39′ 24″ E / 42.3650286188705°N,1.65674603013175°E           |           |                     | Modifica les dades a Wikidata |
|        | Cal Vicenç                          | el Pont de Bar | masia        |         | 42° 21′ 59″ N, 1° 38′ 53″ E / 42.3665040590014°N,1.64818925909879°E           |           |                     | Modifica les dades a Wikidata |
|        | Can Cluet                           | el Pont de Bar | masia        |         | 42° 22′ 09″ N, 1° 35′ 46″ E / 42.3692653654421°N,1.59619859190518°E           |           |                     | Modifica les dades a Wikidata |
|        | Casa Sobeig                         | el Pont de Bar | masia        |         | 42° 22′ 44″ N, 1° 39′ 08″ E / 42.3789330200838°N,1.65208898460023°E           |           |                     | Modifica les dades a Wikidata |
|        | Casanet de Baix                     | el Pont de Bar | masia        |         | 42° 22′ 29″ N, 1° 38′ 18″ E / 42.3747079423619°N,1.63826012198166°E           |           |                     | Modifica les dades a Wikidata |
|        | Casanet de Dalt                     | el Pont de Bar | masia        |         | 42° 22′ 42″ N, 1° 37′ 52″ E / 42.378397121648°N,1.6311448712809°E             |           |                     | Modifica les dades a Wikidata |
|        | Palluana                            | el Pont de Bar | masia        |         | 42° 22′ 07″ N, 1° 38′ 28″ E / 42.368608919875°N,1.6410731606446°E             |           |                     | Modifica les dades a Wikidata |
|        | Tintipera                           | el Pont de Bar | masia        |         | 42° 22′ 45″ N, 1° 37′ 03″ E / 42.3792512820336°N,1.61756097621852°E           |           |                     | Modifica les dades a Wikidata |
|        | Xalet de Rocacorba                  | el Pont de Bar | masia        |         | 42° 22′ 52″ N, 1° 37′ 21″ E / 42.3810574534195°N,1.62246523350678°E           |           |                     | Modifica les dades a Wikidata |
|        | Xalet del Cap del Coll del Crigaler | el Pont de Bar | masia        |         | 42° 22′ 55″ N, 1° 37′ 25″ E / 42.3818894603303°N,1.62350385807631°E           |           |                     | Modifica les dades a Wikidata |
|        | els Arenys                          | el Pont de Bar | masia        |         | 42° 21′ 48″ N, 1° 38′ 28″ E / 42.363206838833°N,1.6411896063027°E             |           |                     | Modifica les dades a Wikidata |
|        | la Fugida                           | el Pont de Bar | masia        |         | 42° 21′ 39″ N, 1° 37′ 48″ E / 42.3609018628524°N,1.629936616793°E             |           |                     | Modifica les dades a Wikidata |
|        | la Noguera                          | el Pont de Bar | masia        |         | 42° 23′ 05″ N, 1° 37′ 52″ E / 42.384699505925°N,1.6310079380259°E             |           |                     | Modifica les dades a Wikidata |
|        | la Serra                            | el Pont de Bar | masia        |         | 42° 21′ 37″ N, 1° 37′ 48″ E / 42.3603082108935°N,1.62999808868819°E 1242 msnm |           |                     | Modifica les dades a Wikidata |

## muntanya
| imatge | Nom                    | Ubicat a                                            | instància de | Detalls | coordenades                                                             | Protecció | Commons (més fotos) | Dades a WD                    |
| ------ | ---------------------- | --------------------------------------------------- | ------------ | ------- | ----------------------------------------------------------------------- | --------- | ------------------- | ----------------------------- |
|        | Pla de Llet            | Lles de Cerdanya el Pont de Bar                     | muntanya     |         | 42° 24′ 16″ N, 1° 37′ 59″ E / 42.4045530362°N,1.6329485067°E 2141 msnm  |           | Pla de Llet         | Modifica les dades a Wikidata |
|        | Ras del Tossal         | el Pont de Bar                                      | muntanya     |         | 42° 23′ 20″ N, 1° 35′ 47″ E / 42.3889°N,1.59646°E 1800.8 msnm           |           |                     | Modifica les dades a Wikidata |
|        | Roc Beneïdor           | Estamariu el Pont de Bar                            | muntanya     |         | 42° 22′ 16″ N, 1° 33′ 38″ E / 42.3712181404°N,1.56049672773°E 1681 msnm |           | Roc Beneïdor        | Modifica les dades a Wikidata |
|        | Roc Gros               | el Pont de Bar                                      | muntanya     |         | 42° 24′ 09″ N, 1° 35′ 11″ E / 42.4025925°N,1.58635556°E 1959.6 msnm     |           |                     | Modifica les dades a Wikidata |
|        | Roc Xic                | el Pont de Bar                                      | muntanya     |         | 42° 24′ 09″ N, 1° 35′ 31″ E / 42.40259361°N,1.59188889°E 2005.8 msnm    |           |                     | Modifica les dades a Wikidata |
|        | Roc de Burt            | el Pont de Bar                                      | muntanya     |         | 42° 22′ 07″ N, 1° 37′ 52″ E / 42.3686°N,1.63112°E 1163.2 msnm           |           |                     | Modifica les dades a Wikidata |
|        | Roc de Caules          | Lles de Cerdanya el Pont de Bar                     | muntanya     |         | 42° 22′ 15″ N, 1° 39′ 14″ E / 42.370731°N,1.653828°E 1291.5 msnm        |           |                     | Modifica les dades a Wikidata |
|        | Roc de Farinoles       | Lles de Cerdanya el Pont de Bar                     | muntanya     |         | 42° 23′ 46″ N, 1° 38′ 31″ E / 42.39620278°N,1.64206389°E 1866 msnm      |           |                     | Modifica les dades a Wikidata |
|        | Roc de Parroi          | el Pont de Bar                                      | muntanya     |         | 42° 22′ 48″ N, 1° 35′ 49″ E / 42.3801°N,1.59703°E 1480.8 msnm           |           |                     | Modifica les dades a Wikidata |
|        | Roc de la Graella      | el Pont de Bar Lles de Cerdanya                     | muntanya     |         | 42° 22′ 18″ N, 1° 39′ 16″ E / 42.371556°N,1.654314°E 1331.6 msnm        |           |                     | Modifica les dades a Wikidata |
|        | Roc de la Sargantalla  | el Pont de Bar                                      | muntanya     |         | 42° 21′ 32″ N, 1° 36′ 20″ E / 42.359°N,1.6055°E 1383.4 msnm             |           |                     | Modifica les dades a Wikidata |
|        | Roca Sombra            | el Pont de Bar                                      | muntanya     |         | 42° 22′ 36″ N, 1° 35′ 29″ E / 42.37660278°N,1.59133333°E 1376 msnm      |           |                     | Modifica les dades a Wikidata |
|        | Roca del Morral        | el Pont de Bar                                      | muntanya     |         | 42° 23′ 43″ N, 1° 38′ 22″ E / 42.39536944°N,1.63934444°E 1824.4 msnm    |           |                     | Modifica les dades a Wikidata |
|        | Roques de l'Avellanosa | el Pont de Bar                                      | muntanya     |         | 42° 23′ 44″ N, 1° 36′ 08″ E / 42.39550278°N,1.60225333°E 1745 msnm      |           |                     | Modifica les dades a Wikidata |
|        | Turó Punçó             | Lles de Cerdanya el Pont de Bar les Valls de Valira | muntanya     |         | 42° 25′ 28″ N, 1° 36′ 04″ E / 42.424555°N,1.600995°E 2493 msnm          |           |                     | Modifica les dades a Wikidata |
|        | Turó de Costa-rèvol    | el Pont de Bar                                      | muntanya     |         | 42° 24′ 36″ N, 1° 36′ 22″ E / 42.410025°N,1.60604722°E 2192 msnm        |           |                     | Modifica les dades a Wikidata |

## pont
| imatge | Nom                  | Ubicat a       | instància de | Detalls                                     | coordenades                                                         | Protecció                                  | Commons (més fotos)  | Dades a WD                    |
| ------ | -------------------- | -------------- | ------------ | ------------------------------------------- | ------------------------------------------------------------------- | ------------------------------------------ | -------------------- | ----------------------------- |
|        | Pont d'Ardaix        | el Pont de Bar | pont         | Travessa: Segre                             | 42° 22′ 28″ N, 1° 38′ 08″ E / 42.3745213823052°N,1.63544630726688°E |                                            |                      | Modifica les dades a Wikidata |
|        | Pont d'en Jordi      | el Pont de Bar | pont         | Hi passa: N-260                             | 42° 22′ 08″ N, 1° 36′ 40″ E / 42.3689975487159°N,1.61117910260256°E |                                            |                      | Modifica les dades a Wikidata |
|        | Pont de la Guingueta | el Pont de Bar | pont         | Estil: arquitectura popular                 |                                                                     | bé integrant del patrimoni cultural català |                      | Modifica les dades a Wikidata |
|        | Pont del Comare      | el Pont de Bar | pont         | Travessa: Segre                             | 42° 22′ 14″ N, 1° 36′ 19″ E / 42.3704740495922°N,1.60520761914924°E |                                            |                      | Modifica les dades a Wikidata |
|        | Pont del Pont de Bar | el Pont de Bar | pont         | Estil: arquitectura popular Travessa: Segre | 42° 22′ 19″ N, 1° 37′ 08″ E / 42.37188°N,1.61894°E                  | bé integrant del patrimoni cultural català | Pont del Pont de Bar | Modifica les dades a Wikidata |

## serra
| imatge | Nom                   | Ubicat a                                    | instància de | Detalls | coordenades                                                               | Protecció | Commons (més fotos) | Dades a WD                    |
| ------ | --------------------- | ------------------------------------------- | ------------ | ------- | ------------------------------------------------------------------------- | --------- | ------------------- | ----------------------------- |
|        | La Tosca              | el Pont de Bar                              | serra        |         | 42° 22′ 41″ N, 1° 35′ 58″ E / 42.3779583333°N,1.59949722222°E 1480.8 msnm |           |                     | Modifica les dades a Wikidata |
|        | Sant Jaume            | Arsèguel el Pont de Bar                     | serra        |         | 42° 22′ 12″ N, 1° 34′ 43″ E / 42.37°N,1.57848°E 1551.5 msnm               |           |                     | Modifica les dades a Wikidata |
|        | serra de Llavor Morta | Arsèguel el Pont de Bar                     | serra        |         | 42° 21′ 40″ N, 1° 36′ 03″ E / 42.3612°N,1.60089°E 1383.4 msnm             |           |                     | Modifica les dades a Wikidata |
|        | serra de la Curna     | el Pont de Bar les Valls de Valira          | serra        |         | 42° 23′ 55″ N, 1° 34′ 34″ E / 42.39848333°N,1.57611111°E 1917.2 msnm      |           |                     | Modifica les dades a Wikidata |
|        | serra de les Pinyes   | el Pont de Bar les Valls de Valira          | serra        |         | 42° 24′ 51″ N, 1° 35′ 39″ E / 42.41425278°N,1.59411111°E 2158.3 msnm      |           |                     | Modifica les dades a Wikidata |
|        | serrat de Mascaró     | el Pont de Bar                              | serra        |         | 42° 23′ 01″ N, 1° 36′ 48″ E / 42.38357°N,1.61340278°E 1397.6 msnm         |           |                     | Modifica les dades a Wikidata |
|        | serrat de la Creu     | el Pont de Bar                              | serra        |         | 42° 23′ 11″ N, 1° 38′ 13″ E / 42.38627222°N,1.63707778°E 1426.5 msnm      |           |                     | Modifica les dades a Wikidata |
|        | serrat de la Mata     | el Pont de Bar                              | serra        |         | 42° 21′ 22″ N, 1° 39′ 01″ E / 42.35624722°N,1.65018444°E 1337.2 msnm      |           |                     | Modifica les dades a Wikidata |
|        | serrat de la Tuta     | el Pont de Bar                              | serra        |         | 42° 23′ 08″ N, 1° 35′ 43″ E / 42.3855°N,1.59518°E 1800.8 msnm             |           |                     | Modifica les dades a Wikidata |
|        | serrat del Cogulló    | el Pont de Bar                              | serra        |         | 42° 20′ 44″ N, 1° 38′ 05″ E / 42.34544722°N,1.63477278°E 1410.9 msnm      |           |                     | Modifica les dades a Wikidata |
|        | serrat dels Ventaders | Arsèguel el Pont de Bar les Valls de Valira | serra        |         | 42° 21′ 59″ N, 1° 33′ 55″ E / 42.3664°N,1.5654°E 1681.2 msnm              |           |                     | Modifica les dades a Wikidata |

## Misc
| imatge | Nom                               | Ubicat a                        | instància de                                    | Detalls                                      | coordenades                                                                                       | Protecció                                  | Commons (més fotos) | Dades a WD                    |
| ------ | --------------------------------- | ------------------------------- | ----------------------------------------------- | -------------------------------------------- | ------------------------------------------------------------------------------------------------- | ------------------------------------------ | ------------------- | ----------------------------- |
|        | Barguja                           | el Pont de Bar                  | assentament humà                                |                                              | 42° 20′ 18″ N, 1° 37′ 43″ E / 42.33847°N,1.62853°E 1375 msnm                                      |                                            |                     | Modifica les dades a Wikidata |
|        | Coll de Queralt                   | Lles de Cerdanya el Pont de Bar | collada                                         |                                              | 42° 24′ 34″ N, 1° 37′ 23″ E / 42.409444°N,1.623056°E 2033 msnm                                    |                                            |                     | Modifica les dades a Wikidata |
|        | Molí de Castellnou de Carcolze    | el Pont de Bar                  | molí d'aigua edifici Ús: molí fariner habitatge | Estil: arquitectura popular                  | 42° 23′ 10″ N, 1° 34′ 59″ E / 42.38613°N,1.58295°E                                                | bé integrant del patrimoni cultural català |                     | Modifica les dades a Wikidata |
|        | Rocaviva                          | el Pont de Bar                  | parc                                            |                                              | 42° 22′ 48″ N, 1° 39′ 20″ E / 42.38°N,1.65547°E                                                   | bé cultural d'interès local                |                     | Modifica les dades a Wikidata |
|        | Segre                             | Catalunya Pirineus Orientals    | riu curs d'aigua riu aurífer                    | Desemboca: Ebre Llarg: 265km Conca: 22400km² | 42° 24′ 09″ N, 2° 06′ 30″ E / 42.4025°N,2.1084°E 41° 21′ 48″ N, 0° 18′ 16″ E / 41.3633°N,0.3044°E |                                            | Segre River         | Modifica les dades a Wikidata |
|        | casa consistorial del Pont de Bar | el Pont de Bar                  | casa consistorial                               |                                              | 42° 22′ 20″ N, 1° 36′ 16″ E / 42.3721524°N,1.6045822°E                                            |                                            |                     | Modifica les dades a Wikidata |
|        | el Pont de Bar Vell               | el Pont de Bar                  | nucli de població                               |                                              | 42° 22′ 19″ N, 1° 37′ 08″ E / 42.371925°N,1.61890278°E                                            |                                            | El Pont de Bar Vell | Modifica les dades a Wikidata |